# Золота шпага (фільм)
Золота шпага (рос. Золотая шпага) — радянський художній фільм 1990 року, знятий режисерами Геннадієм Шумським і Станіславом Соколовим.

## Сюжет
Фільм-казка в сучасній манері розповідає про дев'ятирічну Шурочку і її сестричку, які проводять канікули на дачі у бабусі. У неї закоханий принц-ельф, житель чарівного королівства. Інший персонаж, Ваня — син заможних батьків, нечесно заволодіває чарівною шпагою, в результаті чого мешканців дачі очікують серйозні неприємності, а життя чарівного королівства опиняється під загрозою.

## У ролях
- Лена Логінова
- Маріанна Кудрявцева
- Рома Смирнов
- Саша Гатін
- Віра Квлівідзе
- Варвара Сошальська
- Ірина Малишева — мама Ігоря
- Дар'я Михайлова
- Антоніна Никанорова
- Андрій Юренєв

## Знімальна група
- Сценарісти: Олександр Александров, Геннадій Шумський, Станіслав Соколов
- Режисери: Геннадій Шумський, Станіслав Соколов
- Оператор: Ральф Келлі
- Композитор: Ісаак Шварц
- Художник: Володимир Донсков